# Bilia
Bilia est une commune française située dans la circonscription départementale de la Corse-du-Sud et le territoire de la collectivité de Corse. Elle appartient à la microrégion de la Bisogène, partie sud-occidentale de la Rocca.

## Urbanisme

### Typologie
Au 1er janvier 2024, Bilia est catégorisée commune rurale à habitat très dispersé, selon la nouvelle grille communale de densité à sept niveaux définie par l'Insee en 2022.
Elle est située hors unité urbaine et hors attraction des villes,.

### Occupation des sols
L'occupation des sols de la commune, telle qu'elle ressort de la base de données européenne d’occupation biophysique des sols Corine Land Cover (CLC), est marquée par l'importance des forêts et milieux semi-naturels (85,3 % en 2018), néanmoins en diminution par rapport à 1990 (87,8 %). La répartition détaillée en 2018 est la suivante : 
milieux à végétation arbustive et/ou herbacée (66,2 %), forêts (10,3 %), espaces ouverts, sans ou avec peu de végétation (8,8 %), prairies (7,5 %), zones agricoles hétérogènes (7,3 %). L'évolution de l’occupation des sols de la commune et de ses infrastructures peut être observée sur les différentes représentations cartographiques du territoire : la carte de Cassini (XVIIIe siècle), la carte d'état-major (1820-1866) et les cartes ou photos aériennes de l'IGN pour la période actuelle (1950 à aujourd'hui).

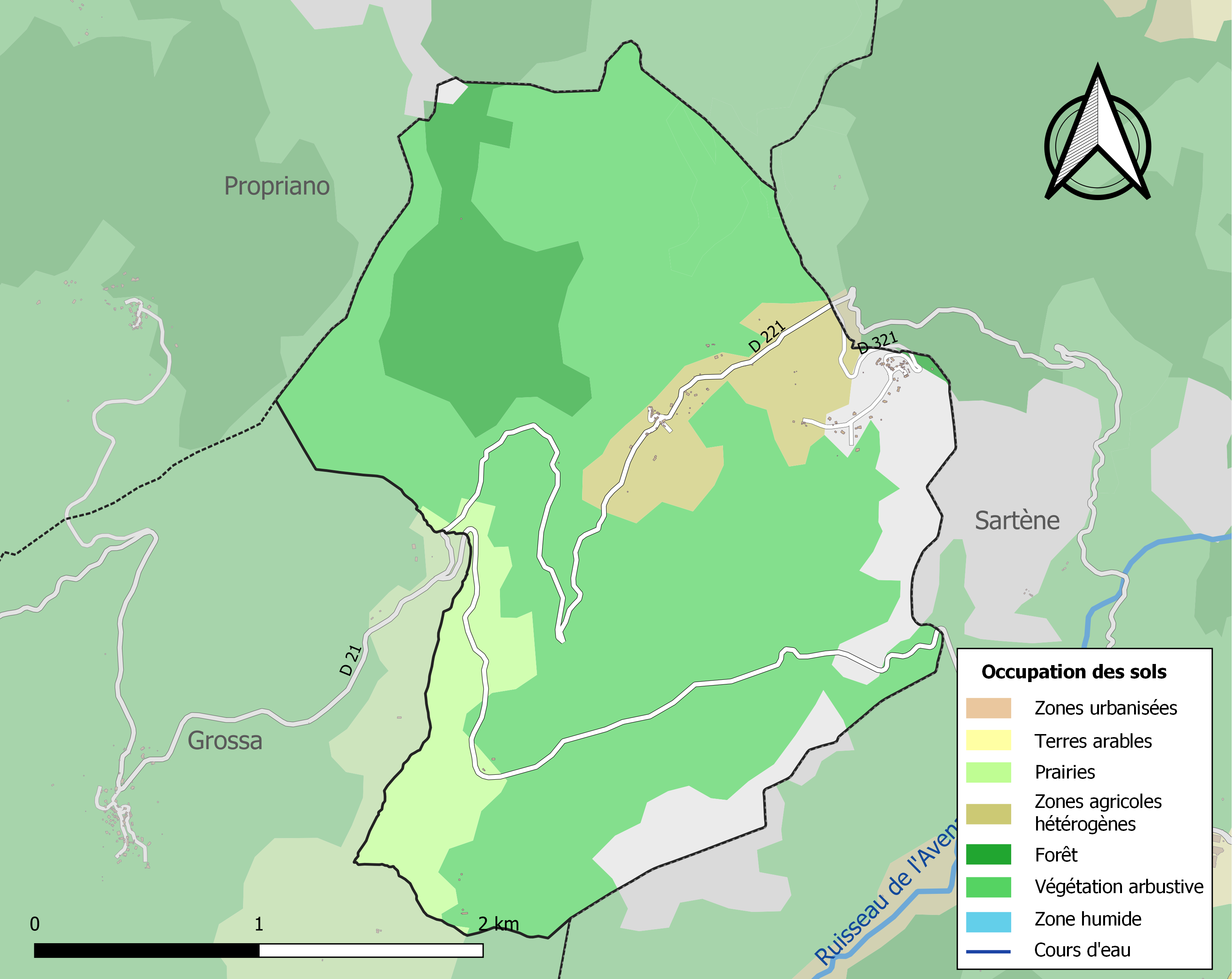
Carte des infrastructures et de l'occupation des sols de la commune en 2018 (CLC).

## Politique et administration
À l'issue de l'élection présidentielle de 2017, le candidat de la France Insoumise, Jean-Luc Mélenchon, est arrivé en tête du premier tour dans la commune avec 64,58% des suffrages exprimés (31 voix); son meilleur résultat dans le département. Il devançait de 25 voix François Fillon (12,50%) et de 26 voix Emmanuel Macron (10,42%).
Le second tour s'est quant à lui soldé par la victoire par la victoire d'Emmanuel Macron (23 voix, soit 100% des suffrages exprimés, contre 0 voix et donc, 0% des suffrages exprimés pour Marine Le Pen).

Lors des élections européennes de 2019, Bilia a confirmé son ancrage à gauche en donnant au candidat communiste Ian Brossat son meilleur score national, c'est-à-dire 71,05% des suffrages exprimés (27 voix). Il devançait de 23 voix la marcheuse Nathalie Loiseau (10,53%) et de 25 voix l'écologiste Yannick Jadot ainsi que Benoît Hamon, fondateur et candidat de Génération.s (5,26%).
| Période                                  | Période   | Identité                 | Étiquette | Qualité       |
| ---------------------------------------- | --------- | ------------------------ | --------- | ------------- |
| avant 1981                               | ?         | Antoine Quilichini       | PCF       |               |
| 1989                                     | mars 2008 | Jean-François Quilichini | PCF       |               |
| mars 2008                                | En cours  | Michel Tramoni           | PCF       | Fonctionnaire |
| Les données manquantes sont à compléter. |           |                          |           |               |

## Démographie
L'évolution du nombre d'habitants est connue à travers les recensements de la population effectués dans la commune depuis 1806. Pour les communes de moins de 10 000 habitants, une enquête de recensement portant sur toute la population est réalisée tous les cinq ans, les populations de référence des années intermédiaires étant quant à elles estimées par interpolation ou extrapolation. Pour la commune, le premier recensement exhaustif entrant dans le cadre du nouveau dispositif a été réalisé en 2005.

En 2022, la commune comptait 53 habitants, en évolution de +17,78 % par rapport à 2016 (Corse-du-Sud : +7,61 %, France hors Mayotte : +2,11 %).
| 1806 | 1821 | 1831 | 1836 | 1841 | 1846 | 1851 | 1856 | 1861 |
| ---- | ---- | ---- | ---- | ---- | ---- | ---- | ---- | ---- |
| 153  | 215  | 208  | 260  | 265  | 234  | 265  | 330  | 361  |

| 1866 | 1872 | 1876 | 1881 | 1886 | 1891 | 1896 | 1901 | 1906 |
| ---- | ---- | ---- | ---- | ---- | ---- | ---- | ---- | ---- |
| 295  | 257  | 242  | 240  | 227  | 228  | 230  | 252  | 248  |

| 1911 | 1921 | 1926 | 1931 | 1936 | 1946 | 1954 | 1962 | 1968 |
| ---- | ---- | ---- | ---- | ---- | ---- | ---- | ---- | ---- |
| 245  | 255  | 321  | 384  | 352  | 173  | 72   | 71   | 58   |

| 1975 | 1982 | 1990 | 1999 | 2005 | 2006 | 2010 | 2015 | 2020 |
| ---- | ---- | ---- | ---- | ---- | ---- | ---- | ---- | ---- |
| 40   | 38   | 41   | 40   | 48   | 48   | 46   | 44   | 52   |

| 2022 | - | - | - | - | - | - | - | - |
| ---- | - | - | - | - | - | - | - | - |
| 53   | - | - | - | - | - | - | - | - |

## Lieux et monuments
- Chapelle de Bilia.